# Люк Кейдж (саундтрек)
Люк Кейдж (оригинальный саундтрек) — альбом саундтреков к первому сезону потокового телесериала «Люк Кейдж» (2016), основанному на одноимённом персонаже компании Marvel Comics. Музыка была написана Адрианом Юнгом и Али Шахидом Мухаммедом. Саундтрек был выпущен 7 октября 2016 года в цифровом виде и на виниле компанией Mondo.
Юнг и Мухаммад были приглашены в сериал шоураннером Чео Ходари Кокером и стремились написать музыку, вдохновлённую хип-хопом. Для записи музыки им был предоставлен полный оркестр. Помимо их музыки, в саундтрек вошли песни различных исполнителей, которые выступали на экране в течение сезона, в том числе оригинальная песня «Bulletproof Love» с участием американского рэпера Method Man, которая также была выпущена до альбома в качестве сингла.

## Разработка
В апреле 2016 года шоураннер сериала Чео Ходари Кокер сообщил, что Адриан Юнг и Али Шахид Мухаммад написали партитуру сериала, описав её как «хип-хоп 90-х» с «множеством различных музыкальных образов». Юнг и Мухаммад вместе с режиссёром эпизода подмечали каждый эпизод, а затем расходились и работали над определёнными репликами по отдельности, хотя над некоторыми репликами они работали вместе. Marvel Television, Netflix и ABC были чрезвычайно благосклонны к творческому процессу Юнга и Мухаммада, услышав их первую работу для сериала (дуэт начал с написания музыки для второго эпизода), попросили их «расширить» звучание партитуры настолько, насколько они могут, и разрешили им использовать для записи полный оркестр из 30 человек. Партитура была оркестрована и дирижирована Мигелем Этвуд-Фергюсоном, и записана и сведена в студии Рафаэля Саадика.
Marvel раскритиковала первоначальную музыкальную тему, написанную Юнгом и Мухаммадом для сериала, которая была вдохновлена "музыкой из британской библиотеки» Алана Тью . Кокер хотел использовать эту музыку, но студия посчитала, что она слишком медленная, чтобы играть её на начальных титрах. В итоге они согласились использовать музыку для закрывающих титров каждого эпизода, а для открытия написали произведение, более близкое к "классической" тематической музыке. Они все равно сделали его «более весёлым и немного сумасшедшим» по сравнению с традиционными темами, и Marvel высоко оценил его. Для Янга было важно, чтобы музыка для сериала была записана с использованием аналоговых технологий, сравнивая её с музыкой Марвина Гэя и Стиви Уандера, где «она не нравится только потому, что хорошо написана. Она нравится не только потому, что у них прекрасные голоса. Она нравится вам из-за того, как она заставляет вас чувствовать себя, звук... глубокие, органичные, душевные звуковые волны в ней». Он считает, что музыка, созданная цифровым способом, не может воспроизвести это качество и является «срезанием углов».
В сериале на экране выступают различные исполнители, которые Кокер хотел использовать для передачи атмосферы района. Некоторые из этих песен вошли в альбом саундтреков, в том числе сингл «Bulletproof Love» с участием Method Man, оригинальная рэп-песня из эпизода «Soliloquy of Chaos». Трек был аранжирован Юнге и Мухаммедом и включает в себя большую часть социально-политических комментариев, которые шоураннер Чео Ходари Кокер хотел передать на протяжении всего сериала. Трек «Requiem for Phife», который используется в одной из самых больших сцен сериала, был написан Мухаммадом как дань уважения своему товарищу по A Tribe Called Quest Малику «Phife Dawg» Тейлору, который умер, когда Мухаммед работал над музыкой.

## Трек-лист
Вся музыка написана Адрианом Янгом и Али Шахидом Мухаммедом.
| №   | Название                                                                | Длительность |
| --- | ----------------------------------------------------------------------- | ------------ |
| 1.  | «Good Man» (Рафаэл Садик)                                               | 3:45         |
| 2.  | «Mesmerized» (Фейт Эванс)                                               | 4:07         |
| 3.  | «Ain't It a Sin» (by Charles Bradley)                                   | 3:50         |
| 4.  | «Stop And Look (And You Have Found Love)» (Адриана Юнг и The Delfonics) | 2:46         |
| 5.  | «100 Days, 100 Nights» (by Sharon Jones & The Dap-Kings)                | 3:43         |
| 6.  | «Diamondback Arrives»                                                   | 2:52         |
| 7.  | «Final Battle – Part 1»                                                 | 1:44         |
| 8.  | «In the Wind»                                                           | 2:22         |
| 9.  | «Diamondback's Trap»                                                    | 1:42         |
| 10. | «Blue Fusion»                                                           | 2:41         |
| 11. | «Final Battle – Part 2»                                                 | 2:14         |
| 12. | «I'm Luke Cage»                                                         | 1:17         |
| 13. | «Street Cleaning»                                                       | 2:13         |
| 14. | «The Ambush»                                                            | 2:05         |
| 15. | «End Theme»                                                             | 1:41         |
| 16. | «Coffee at Midnight»                                                    | 1:31         |
| 17. | «Red-Handedly Blameless»                                                | 2:57         |
| 18. | «Always Forward Pops»                                                   | 1:19         |
| 19. | «Unveil the Bride»                                                      | 1:46         |
| 20. | «Shameek's Death»                                                       | 2:19         |

| №   | Название                                    | Длительность |
| --- | ------------------------------------------- | ------------ |
| 21. | «The Plan»                                  | 1:48         |
| 22. | «Requiem for Phife»                         | 3:43         |
| 23. | «We Had Coffee»                             | 0:55         |
| 24. | «Pops Is Gone»                              | 2:48         |
| 25. | «Theme»                                     | 1:09         |
| 26. | «Greed Becomes Me»                          | 0:35         |
| 27. | «Bulletproof Love» (при участии Method Man) | 2:12         |
| 28. | «Microphone Check Five'O»                   | 0:56         |
| 29. | «Luke's Freedom»                            | 4:52         |
| 30. | «Uptown Claire»                             | 0:43         |
| 31. | «Shades Beware»                             | 0:44         |
| 32. | «Misty Resolute»                            | 1:28         |
| 33. | «Fresh Air»                                 | 1:24         |
| 34. | «Kinda Strong»                              | 0:37         |
| 35. | «Big Man Little Jacket»                     | 1:06         |
| 36. | «Scarfe's Dying»                            | 2:17         |
| 37. | «Claire's Wisdom»                           | 1:13         |
| 38. | «Gun Threat»                                | 2:40         |
| 39. | «Bad Love»                                  | 1:16         |
| 40. | «Finding Chico»                             | 1:22         |
| 41. | «I Am Carl Lucas»                           | 1:04         |
| 42. | «Crispus Attucks»                           | 0:47         |
| 43. | «Hideout»                                   | 2:27         |
| 44. | «Cuban Coffee»                              | 0:44         |
| 45. | «Like a Brother»                            | 1:24         |
| 46. | «Cottonmouth's Clamp»                       | 1:38         |
| 47. | «Survival»                                  | 1:01         |
| 48. | «Cottonmouth Theme»                         | 0:19         |
| 49. | «Luke Cops»                                 | 1:12         |
| 50. | «Crushin' On Reva»                          | 1:07         |
| 51. | «Beloved Reva»                              | 1:24         |

В июле 2016 года Кокер раскрыл планы по выпуску винилового альбома-саундтрека к сериалу, который будет спродюсирован Юнгом и Мухаммадом. 30 сентября песня "Bulletproof Love" была выпущена в цифровом формате в качестве сингла одновременно с выходом телесериала на Netflix. 6 октября Юнг и Мухаммад провели концерт в Театре отеля Ace в Лос-Анджелесе, где оркестр из 40 человек под управлением Мигеля Этвуда-Фергюсона исполнил их музыку для сериала. Ведущими мероприятия были Рассел Питерс и Уэйн Брэди, а на открытии выступил диджей No I.D. Юнге и Мухаммад хотели исполнить партитуру вживую с самого начала работы над проектом, и продюсеры согласились, услышав готовую музыку.
Полный альбом саундтреков был выпущен 7 октября в цифровом виде и на виниле. Виниловый релиз от Mondo был отпечатан на цветном виниле «Power Man Yellow» с коллекционной иллюстрацией Мэтью Вудсона. 8 октября Mondo объявила, что весь первоначальный тираж релиза уже распродан и будет отгружён в конце месяца. Дальнейшие заказы начнут поступать в конце ноября. Кроме того, 10 ноября Mondo выпустила постеры с работами Вудсона, а также трафаретные отпечатки, «со слоем точечного лака для оживления различных элементов иллюстрации».